# Prieuré de Meillerie
Le prieuré de Meillerie est un prieuré situé dans le village de Meillerie, dans le département de la Haute-Savoie et la région Auvergne-Rhône-Alpes. Il fait partie de ce que l’on appelle les prieurés-fortifiés.
La tour-clocher et le chœur ont fait l’objet d’une première inscription au titre des monuments historiques le 17 juillet 1990. Depuis 2015, la protection a été étendue à la tour-clocher, l'église, l'ancienne cuisine et l'ancien poêle en totalité, les façades et toitures du logis et de la tour d'habitation, les caves de l'aile est et de l'ancienne aile nord, et aux parcelles OA n° 1836 et 1856 à 1859 par arrêté du 22 juin 2015.

## Histoire

### Époque médiévale
Les premières mentions du prieuré et de ses occupants, des chanoines réguliers de saint Augustin, datent du XIIe siècle. La date de fondation n'est pas connue avec certitude en l'absence de charte de fondation. Toutefois, une enquête du XIIIe siècle révèle que les fondateurs, au nombre de trois, se nommaient Boson d'Allinges, Boson et Gaudemard de Lugrin. Cette fondation, effectuée avec "l'accord du comte Amédée de Maurienne", est située vers 1130. D'autres documents témoignent de l’existence d’une première église et d’un bâtiment conventuel. Les chanoines semblent mener une vie religieuse active, puisque certains d’entre eux assistent aux chapitres de Saint-Ours d’Aoste et de l’abbaye d’Abondance.

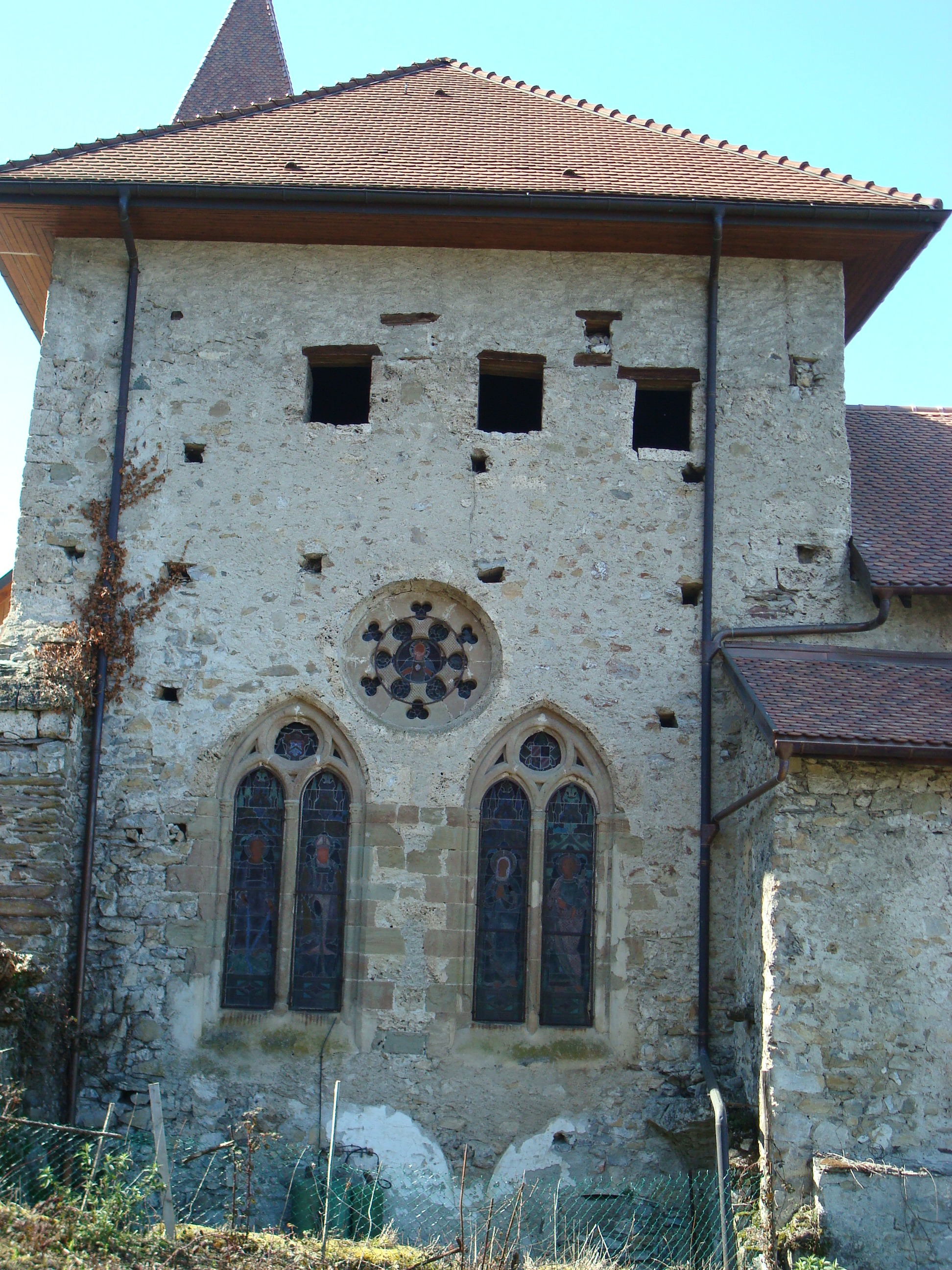
Chevet de l'égliseXIIIe siècle.

Le prieuré prend de l’importance au XIIIe siècle, lorsque le sire Aymon II de Faucigny et Amédée IV de Savoie cèdent aux religieux les droits de justice sur Meillerie, Lugrin et Thollon, ce qui a pour conséquence la construction d'un nouveau monastère,. Peu après, deux de ses prieurs deviennent prévôts du Mont-Joux, c’est-à-dire de l’hospice du Grand-Saint-Bernard. Jusqu’au XVe siècle, Meillerie est le lieu de résidence du prévôt, et un grand centre administratif. C’est là que se déroulent les réunions du chapitre.
Le prieuré est également le centre d’une importante seigneurie qui englobe une bonne partie de l’est de l’actuelle Communauté de communes du Pays d’Évian. Les limites de la seigneurie étaient les suivantes : le nant de Torrent, le ravin de Coppy, le mont Bénand, le mont César, le pic de Borée, les pointes de Pétalouse, Blanchard, le sommet du Pré Désert, et le nant du Locum. Cette seigneurie possédait sa propre prison (dans la tour) et des fourches patibulaires. D’ailleurs certains prévôts porteront par la suite le titre de « Seigneur de Meillerie, de Thollon, de Lugrin, de Tourronde, et de Novel », et le prieuré ne sera plus appelé que « château ». 
Mais dès le XIIIe siècle, d’importants conflits apparaissent relatifs aux droits du prieur sur la juridiction de Meillerie, ainsi qu’à propos des limites de la seigneurie, qui sont disputés par la ville d’Évian. Bien que le prieur ait été conforté dans ses droits en 1289, de nombreuses altercations entre gens de Meillerie et gens d’Évian ont lieu. En 1314, soixante-neuf habitants d’Évian montent aux Mémises, forcent le chalet d’alpage du prieur, séquestrent le fromager et deux pâtres, engloutissent des fromages, des saucissons ainsi qu’une vache et une chèvre, et redescendent en emportant le troupeau. Pour ces faits, les coupables sont condamnés à plusieurs amendes, et encore une fois on confirme les limites de la seigneurie de Meillerie. À la suite de ces événements, les comtes Amédée V de Savoie, Édouard et Aymon garantissent à plusieurs reprises les droits de Meillerie contre Évian, ainsi que l’autorité du prévôt sur ses gens.
Le Grand-Saint-Bernard est mis en commende dans la première moitié du XVe siècle, et le prieuré de Meillerie commence à perdre de son importance. De nombreux conflits et procès avec la ville d’Évian au sujet des bois de Bret, et le changement de résidence des prévôts pour le château de Rives-sous-Thonon, isolent les chanoines de Meillerie. Et la situation empire au siècle suivant.

### Époque moderne
Quaglia rapporte qu'en 1532, une centaine d'habitants d'Évian vont de nuit à Meillerie pour attaquer les habitants. Une femme décèdera même des suites de ses blessures. Cet évènement pousse plusieurs habitants de Meillerie à monter à Thollon pour demander l'aide de ses habitants, qui acceptent de se liguer contre ceux d'Évian. Deux ans plus tard, le gouverneur d'Évian assiège le prieuré de Meillerie à la suite de la mort du prévôt de La Forest.
À cela s’ajoutent les guerres et les invasions du XVIe siècle : Valaisans, puis Genevois, et enfin Français. Le prévôt du Mont-Joux doit faire jouer ses relations diplomatiques pour conserver le prieuré et la seigneurie de Meillerie. Le prieuré est en partie détruit, et les chanoines ne sont plus que trois à la fin du siècle.
Le XVIIe siècle est plus paisible: de nombreux documents concernant le fonctionnement de l'administration agricole et les revenus de la seigneurie sont conservés. De plus, les conflits avec Évian prennent fin en 1676: les nombreux procès entre les deux parties, qui duraient depuis le XIIIe siècle, coûtaient très cher. Ainsi, un accord fut trouvé : Évian échangea les bois de Bret contre une dîme que le prévôt possédait à Publier.
Le XVIIIe siècle commence par un renouveau : de nombreux travaux de restauration sont réalisés à Meillerie (nécessaires à cause des nombreuses destructions occasionnées par les invasions des deux siècles précédents) et les revenus semblent être toujours importants. Les différents inventaires réalisés à cette époque montrent un important mobilier, et une bibliothèque bien fournie où se trouvent des ouvrages sur la religion, sur l'enseignement, mais aussi sur la vie quotidienne (cuisine française, remèdes contre la peste, etc.).
Cependant, en 1752, la prévôté du Mont-Joux est démembrée, et le prieuré de Meillerie est réduit à l’état séculier. C’est l’Ordre des Saints-Maurice-et-Lazare qui reçoit Meillerie, et y installe un curé chargé de la paroisse et de l’aumône. Ce jeune curé, nommé Guérin Peillex, originaire de Bernex se plaint au cours des années qui suivent du manque de revenu qui l’empêche d’entretenir les bâtiments où il vit seul avec quelques domestiques. Il fait des propositions de restaurations, mais sa hiérarchie ne le soutient pas. Pendant plusieurs années, le prieuré est laissé à l’abandon.
Lors de la Révolution française, une garnison de grenadiers est détachée à Meillerie, et le commandant Jourdan écrit une lettre à la municipalité de Thollon pour réclamer un logement. La troupe révolutionnaire est donc logée au prieuré. De nombreux témoignages de cette époque montrent que les bâtiments sont en très mauvais état : les murs sont envahis par la végétation, les pièces de la tour sont à restaurer. Quelques mois plus tard, Antoine Louis Albitte ordonne la destruction des tours, et celle de Meillerie est également concernée. Mais la municipalité de Thollon proteste : la tour, disent les conseillers, serait trop difficile à détruire, et cela prendrait beaucoup trop de temps. De plus, elle sert aux bateaux lorsqu’il fait mauvais temps sur le lac. Finalement, on permet à la municipalité de conserver la tour de Meillerie si elle détruit le clocher de l’église paroissiale de Thollon.  
Par la suite, les bâtiments sont vendus aux villageois, qui décident de l’offrir à la municipalité de Thollon pour y loger le curé. Plusieurs fois, la municipalité de Thollon refuse le cadeau pour différentes raisons, la plus importante étant le lourd investissement financier nécessaire à l’entretien des bâtiments. Mais le préfet intervenant pour qu’elle accepte, un accord est trouvé.
Enfin, dans la première moitié du XIXe siècle, la petite église du prieuré est agrandie par la construction d’une nef, afin de pouvoir accueillir tous les paroissiens. À partir de là, la petite église paroissiale construite au bord du lac est abandonnée, et le cimetière est déplacé autour de la tour devenue clocher. Là encore, la municipalité rencontrera d’importantes difficultés à financer ce chantier qui durera de nombreuses années.

## Les bâtiments

### L'église Saint-Bernard-de-Menthon

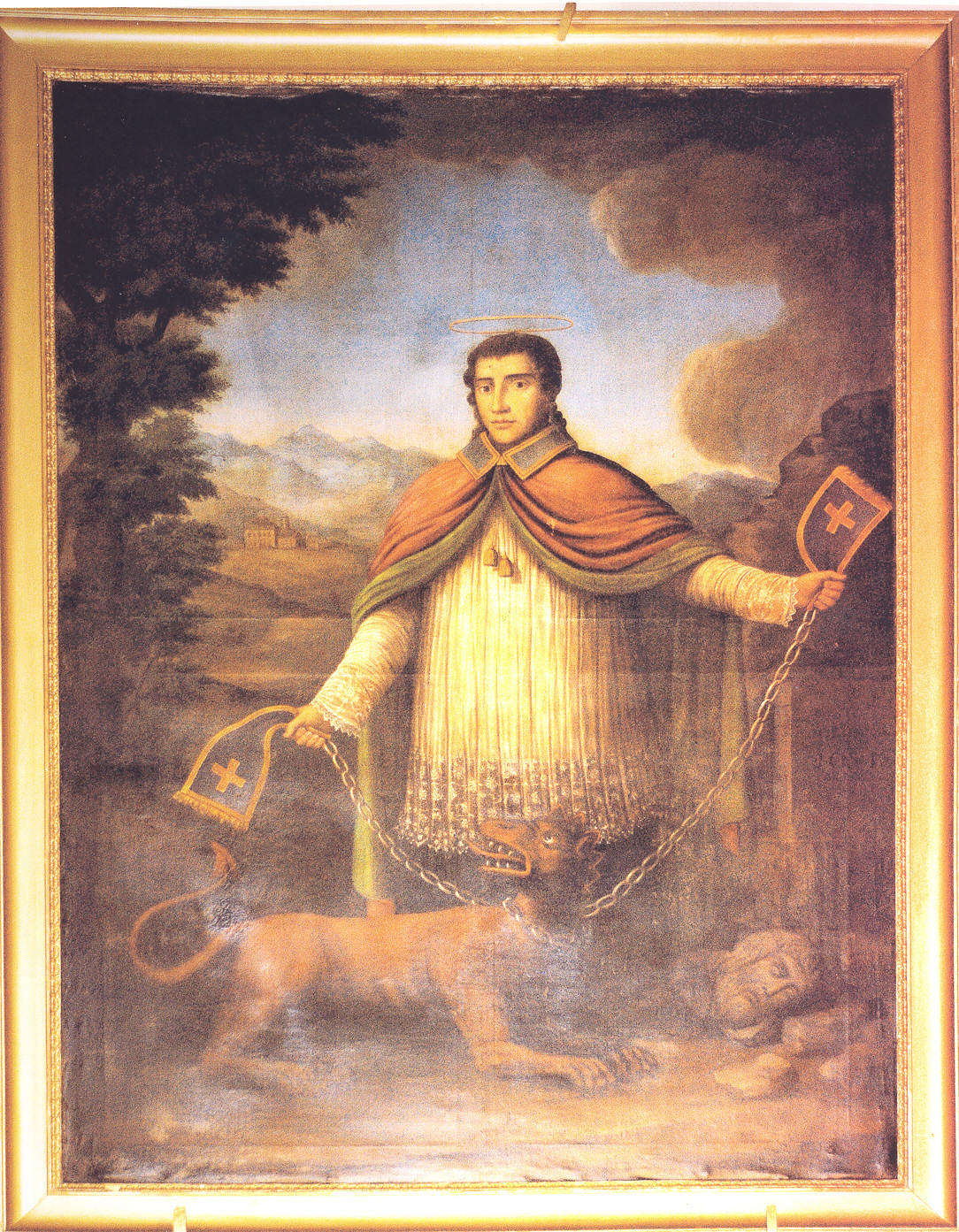
Saint Bernard terrassant le diable.

L’église de Meillerie est un mélange d’architecture médiévale (XIIIe s.) et contemporaine(XIXe s.). Initialement dédiée à Marie, mère de Jésus de Nazareth, elle est placée plus tard sous le patronage de saint Bernard de Menthon
Le chœur actuel, ancienne chapelle ou église du prieuré, mesure dix mètres de long pour sept mètres cinquante de large. La hauteur sous voûte est également de dix mètres. Il est orné à l’intérieur de six colonnes de molasses aux chapiteaux végétaux, supportant deux voûtes d’ogives et deux belles clés de voûtes peintes représentant le Christ présentant ses stigmates et l’Agneau pascal.
Le chevet est  orné d’une rosace toute particulière qui contient six lobes ronds ainsi que six trèfles et dont le centre est évidé, et de deux grandes baies encadrées par des colonnettes décorées de sculptures végétales, le tout en molasse. 
Les vitraux représentent entre autres saint Augustin et saint Bernard d'Aoste.
Contre le mur nord du chœur se trouve une élégante peinture, datée par Quaglia et par un certain nombre d'archives du début du XVIIIe siècle. Elle représente au premier plan Saint Bernard capturant le diable grâce à son étole qui se change en chaîne. À la droite du tableau se trouvent les vestiges du temple païen qui abritait la statue de Jupiter au Col du Montjoux, dont seule la tête repose sur le sol. À l'arrière-plan on devine un paysage montagnard, ainsi qu'un bâtiment qui représente très probablement le prieuré.
Quant à la nef, elle a été construite entre le chœur et la tour dans la première moitié du XIXe siècle. Elle possède également deux travées, et est plus large que le chœur.

### La tour

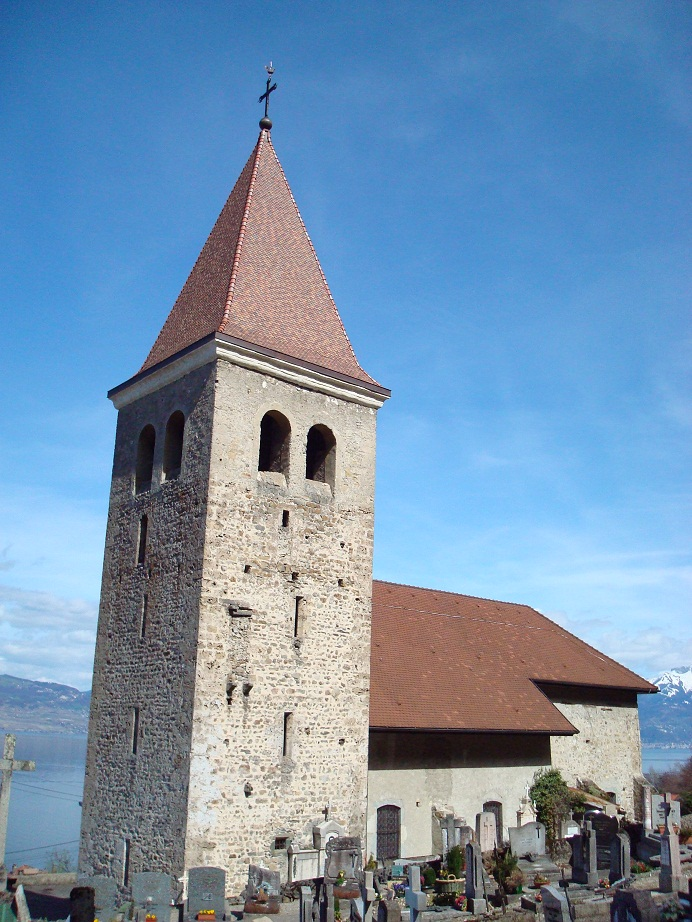
La tour-clocher de Meillerie.

Le clocher de l’église est une réutilisation de la tour du prieuré, construite au XIIIe siècle.
Cette tour est véritablement la partie la plus intéressante de l’édifice. Construite comme une tour de défense, cœur du prieuré-fortifié, elle est faite de blocs de tuf et de moellons, tandis que la structure intérieure, c’est-à-dire les planchers et les escaliers, était entièrement faite de bois. Les différentes élévations présentaient des archère sur tous les côtés, et des fenêtres à meneau surmontées d’arcs brisés au quatrième niveau. On accédait à l’origine à la tour par le premier étage, au moyen d’une échelle. L’élévation sud présente plusieurs éléments intéressants : au premier niveau une archère transformée en petite fenêtre à l’étage de la prison (XVIIIe siècle), au troisième niveau d’anciennes latrines condamnées, et au quatrième niveau les traces d’une ancienne galerie de bois ("hourd")et de la porte qui permettait d’y accéder. 
La tour servait à la fois de structure défensive, de prison de la seigneurie ainsi que de salle de torture, et de cellier.
Au début du XVIIIe siècle, la tour fait l’objet d’importantes restaurations. L’intérieur est entièrement maçonné, des voûtes d’arêtes sont créées en remplacement des étages de bois, et dans l’angle nord-ouest une cage d’escaliers permet d’accéder plus aisément aux niveaux supérieurs et inférieurs. D’autres escaliers sont construits dans la cour pour mener plus facilement à la porte d’entrée de la tour. La prison existe toujours, mais la tour ne sert plus qu’à conserver les archives et l’argent des chanoines. 
À la Révolution française, la tour échappe de peu aux destructions ordonnées par Antoine Louis Albitte.
Enfin, au XIXe siècle, une porte est percée au rez-de-chaussée pour pouvoir accéder à la tour depuis la nouvelle nef, et un beffroi est installé au sommet, modifiant considérablement son aspect.

### Le logis

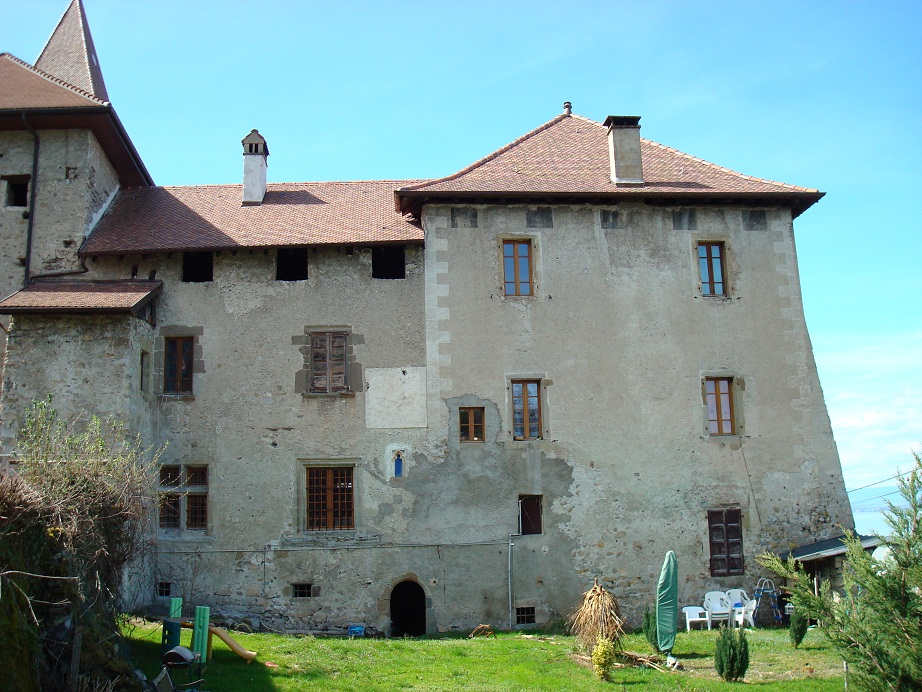
Aile est du logis.

Il ne reste aujourd’hui qu’une partie de l’important logis du prieuré de Meillerie. 
À l’origine, le bâtiment comportait, en plus de l’aile orientale et de la tour d'habitation nord-est conservées, une aile nord et d’importants murs d’enceinte, qui donnaient au prieuré une allure fortifiée. Ces murs étaient percés d’archères, permettant la défense du site, et le logis et la chapelle possédaient des crénelages permettant la surveillance. La porte d'entrée était située dans le mur de courtine ouest, à côté de la tour de défense, et donnait accès à une cour centrale qui permettait de circuler au sein du prieuré.
Sous toute la surface de ces bâtiments s’étalaient de grandes caves (dont certaines seront voûtées à l'époque moderne). Dans ces caves se trouvaient deux fromageries, un pressoir et une étable au XVIIIe siècle, tandis que la production de vin est attestée au XVe siècle.
Dans l’aile est se trouvaient la cuisine, un poêle, une réserve, et plusieurs chambres dont celle du prieur. 
L’aile nord se composait d’une aula magna au rez-de-chaussée, et de plusieurs autres chambres à l’étage. Cette partie a été détruite au XIXe siècle lors de la construction de la nef moderne. 
Aujourd’hui, une grande place a remplacé l’aile nord, les murs d’enceinte ont disparu et l’aile orientale est occupée par la sacristie et un logement qui a succédé à l’ancienne cure.

## Liste des prieurs et des gouverneurs de Meillerie
Les prieurs et des gouverneurs sont :

### Les prieurs
- 1127–1151 : Girold
- 1191 : Guido
- Avant 1227 (?) –1245 : Guerric
- Vers 1258 : Raymond Bondat, plus tard abbé d’Abondance
- ?–1265 : Pierre, plus tard prévôt du Grand-Saint-Bernard
- ?–1274 : Martin, plus tard prévôt
- 1299 : Nicolas
- 1380 : Pierre de Villario
- 1438 : Jean Jopelli
- 1476–1482 : Jean Genevisi
- 1483 : Guillaume Barbier
- 1573 : Henri Girard
- 1589 : Pantaléon Vautherin
- 1693–1718 : Joseph Annibal Movilliat
- 1719–1728 : Léonard Jorioz, plus tard prévôt
- 1730–1752 : Jean Léonard Veysandaz

### Les gouverneurs
- 1409 : Morard Costani
- 1438 : Jean Jopelli
- 14??-1465 : Jean de Châtillon
- 1465-1477 : Amédée de Bosson
- 1477 : Jean de Châtillon
- 1479 : Guy de Arlo
- 1502 : Guillaume Folliet
- 1523 : Jean Plat
- 1527-15?? : Louis Duplâtre
- 15??-1569 : Antoine Duplâtre
- 1573-1574 : Jacques Castellet
- 1613-1621 : Nicolas Farnex
- 16??-1699 : Frères Boccard
- 1669-1684 : Jean Pantaléon Tornieux
- 1693-1718 : Joseph Annibal Movilliat
- 1719-1728 : Léonard Jorioz
- 1729-17?? : Jean Michel Perron